# Рудник Будьонновське (Акбастау)
Рудник Будьонновське (Акбастау) – гірничодобувне підприємство на півдні Казахстану, яке здійснює видобуток урану з унікального родовища Будьонновське. 
Будьонновське розділене не кілька ділянок, при цьому ділянки №1, №3 та №4 дістались спільному підприємству «Акбастау», засновниками якого на паритетних засадах є канадська Uranium One (наразі належить російському «Росатому») та казахський державний концерн «Казатомпром». Можливо відзначити, що інші ділянки родовища Будьоннівське розробляють компанії «Каратау» та «СП «Будёновское», іноземним інвестором яких станом на 2023 рік також виступає «Росатом». 
Рудник Акбастау почав роботу в 2009 році, коли було видобуто 390 тон урану. Рудник має проектну потужність у 3000 тон, при цьому в 2016-му фактичний видобуток склав 1762 тони.
Уран видобувають методом підземного вилуговування, при цьому продукція рудника Акбастау спрямовується для доведення до закису-окису продукції на афінажне виробництво сусіднього рудника Каратау.
Станом на кінець 2021 року ресурси ділянок 1, 3 та 4 оцінювались у 37,9 тисяч тон урану, а видобуток планувалось вести до 2039 року.